# Ландрю, Анри
Анри́ Дезире́ Ландрю́ (фр. Henri Désiré Landru; 12 апреля 1869 — 25 февраля 1922) — французский серийный убийца по прозвищу «Синяя борода из Гамбе».

## Биография

### Ранние годы и первые махинации
Будущий убийца родился 12 апреля 1869 года в скромной рабочей семье. Отец Жульен Ландрю работал кочегаром и являлся человеком чрезвычайно религиозным, мать была швеёй.
Учился в одной из религиозных школ Парижа, пел в церковном хоре, работал иподиаконом в церкви. Там он встретил Мари Катрин Реми, на которой женился 7 октября 1893 года после службы в армии. У них было четверо детей: Анриетта (1891), Морис Александр (1894), Сюзанна (1896), Шарль (1900). Служил в армии, дослужился до чина унтер-офицера. В период с 1893 по 1900 год сменил множество профессий. Работал охранником, картографом, строительным подрядчиком, но мечтал о более шикарной жизни.
Несколько раз приговаривался к тюремному заключению, за кражи, мошенничества, подделку подписей, но освобождался благодаря заключениям психиатров. В 1909 году был приговорён к трем годам лишения свободы за мошенничество.
В 1914 году осуждён к наказанию в виде депортации в тюрьму Гвианы, славившейся тяжёлыми условиями жизни и высокой смертностью среди заключённых. Но начало Первой мировой войны спасло его от тюремного заключения.

### Убийца
Война унесла жизни тысяч французских солдат, сделав многих женщин вдовами. Этим и решил воспользоваться Ландрю, к тому времени живший с женой раздельно. Он стал давать объявления в газету:

«Вдовец 43 лет с двумя детьми, достаточным доходом, серьёзный и вращающийся в хороших кругах, желает познакомиться со вдовой с целью заключения брака»
Сотни вдов ответили на объявление, но Ландрю выбрал единицы. Самые интересные предложения Ландрю заносил в картотеку, присваивая дамам кодовые имена. Работал без устали, в иной день встречался с семью претендентками. Новое убийство начинал готовить, когда предыдущая жертва еще наслаждалась жизнью. Всех «избранных» он приглашал на парижскую виллу, где после заполучения банковских счетов зверски убивал и сжигал их расчлененные тела в печи. Первой жертвой Ландрю стала продавщица белья Жанна Кюше, красивая 39-летняя женщина с 16-летним сыном Андре, чьи тела убийца сжёг в печи в январе 1915 года. На полученные 5000 франков открыл счёт в банке и подарил своей жене наручные часы, которые, как позже выяснилось, принадлежали убитой. 
С 1915 по 1918 год продолжил свои злодеяния, убивая одиноких женщин.

### Арест и казнь
После окончания войны мэр Гамбе получил письмо от родственников мадам Колломб, пытавшихся её найти. Они сообщили, что видели её в компании некого Дюпона. Затем было получено письмо от родственников мадам Бюиссон. Началось расследование.
11 апреля 1919 года преступник был пойман. На следующий день ему были предъявлены обвинения.
После изучения личных документов убийцы (Ландрю имел привычку вести подробную бухгалтерию в записной книжке), где были перечислены пропавшие женщины, было собрано достаточно материала для обвинения. При осмотре виллы было найдено 47 золотых зубов. Одежда, мебель и прочие вещи убитых были проданы убийцей.

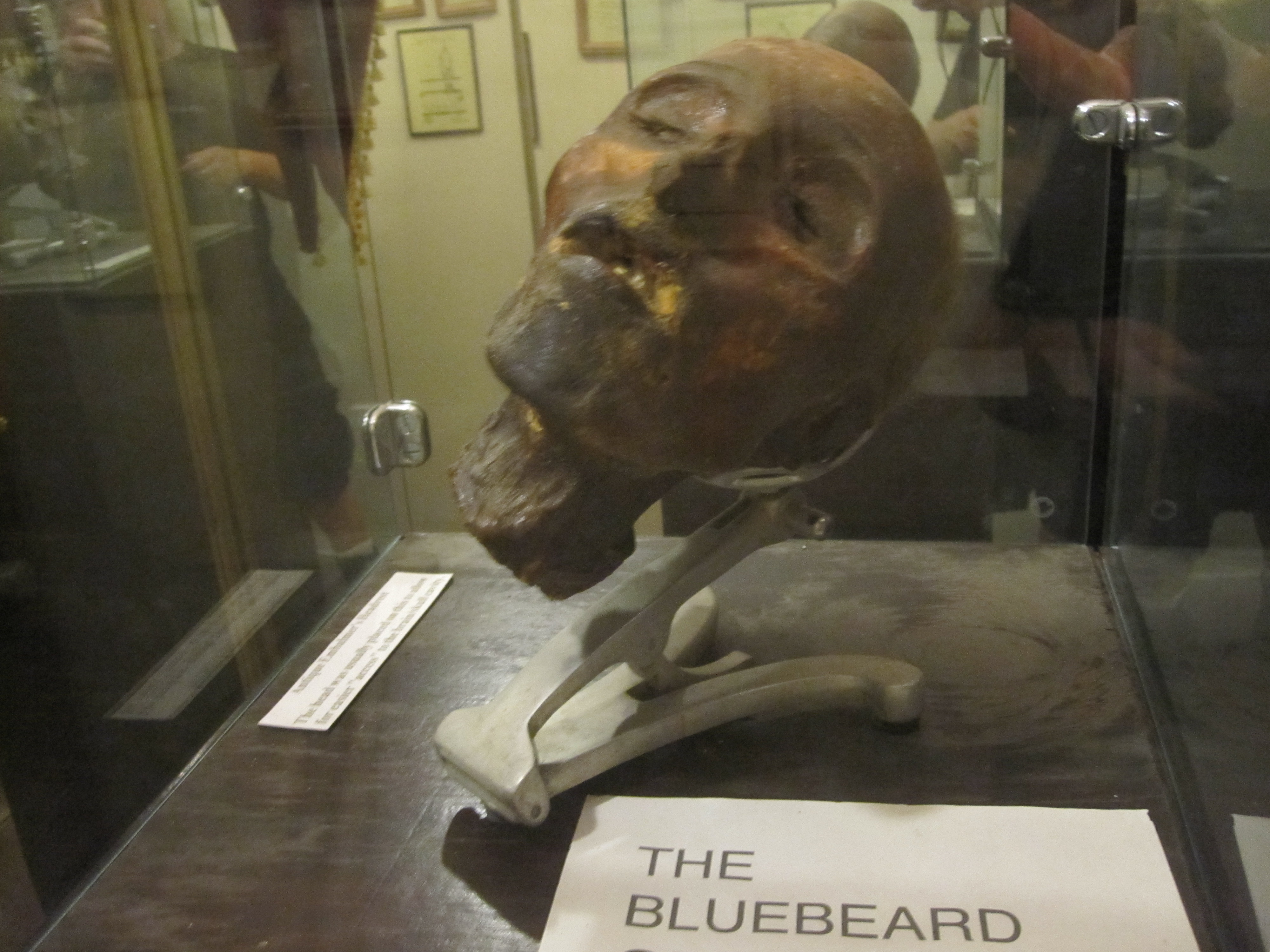
Голова Ландрю в Музее смерти.

Судебный процесс длился около двух лет. 30 ноября 1921 года Ландрю предстал перед судом по 11 пунктам обвинения в убийстве, хотя полиция приписывала ему убийства порядка 300 женщин. Он был признан виновным по всем пунктам и приговорен к смертной казни (он не признался ни в одном убийстве, однако отказался обжаловать приговор). 25 февраля 1922 года приговор был приведён в исполнение. Традиционные перед смертью последнюю сигарету и стаканчик рома Ландрю отверг: «Вы же знаете, что я никогда не был ни пьяницей, ни курильщиком… И потом, это вредно для здоровья». Также отказался от последнего напутствия священника, заявив : «Я не имею с этим господином наверху ничего общего».
Отрубленная голова Анри Дезире Ландрю выставлена в Музее смерти в Голливуде.

## Фильмы
- Ландрю, «Синяя борода» из Парижа / Landru, der Blaubart von Paris (1923)
- Месье Верду / Monsieur Verdoux (1947)
- Десять медовых месяцев Синей Бороды / Bluebeard's Ten Honeymoons (1960)
- Расчетливый мужчина: приключения Ландрю / Un hombre encantador: Las aventuras de Landrú (1962)
- Ландрю / Landru (1963)
- Дезире Ландрю / Désiré Landru (2005)